# Among the Living
Among the Living és el tercer àlbum d'estudi del grup americà de thrash metal Anthrax. Va ser publicat el març de 1987 per Megaforce Worldwide/Island i va ser certificat com a Gold per la RIAA.

## Llista de cançons
1. "Among the Living" (Anthrax) – 5:16
2. "Caught in a Mosh" (Anthrax) – 4:59
3. "I Am the Law" (Anthrax, Danny Lilker) – 5:57
4. "Efilnikufesin (N.F.L.)" (Anthrax) – 4:54
5. "A Skeleton in the Closet" (Anthrax) – 5:32
6. "Indians" (Anthrax) – 5:40
7. "One World" (Anthrax) – 5:56
8. "A.D.I./Horror of It All" (Anthrax) – 7:49
9. "Imitation of Life" (Anthrax, Lilker) – 4:22

## Personal
- Joey Belladonna – Cantant
- Dan Spitz – Guitarra
- Scott Ian – Guitarra rítmica, veu de fons
- Frank Bello – Baix, veu de fons
- Charlie Benante – Bateria